# Gerald Ouellette
Gerald Raymond Ouellette (Windsor, Ontario, Kanada, 14. kolovoza 1934. – Leamington, Ontario, Kanada, 25. lipnja 1975.) bio je kanadski streljaš. Na Olimpijadi 1956. u Melbourneu osvojio je zlato u kategoriji zračna puška ležeći na 50 m.
Ouellette se 1955. pridružio kanadskim oružanim snagama kojima je služio sljedećih 20 godina sve do 25. lipnja 1975. kada je poginuo nakon što se srušio avion kojim je putovao.
1996. godine u Kanadi je izašla serija poštanskih maraka s likovima kanadskih olimpijskih pobjednika. Tako je 8. srpnja 1996. objavljenja markica od 45 centi s portretom Ouellettea.